# 弥生時代の遺跡一覧
弥生時代の遺跡一覧（やよいじだいのいせきいちらん）は日本の弥生時代の代表的な遺跡を一覧形式でまとめたものである。
弥生時代の貝塚については日本の貝塚一覧も参照のこと。

## 凡例
この一覧はすべての弥生遺跡を網羅するものではない。縄文時代などを含む複合遺跡もある。

## 北海道・東北地方
- 北海道
  - 北海道とその周辺では続縄文時代の遺跡となる。
  - 江別太遺跡（江別市）
- 青森県
  - 砂沢遺跡（弘前市）
  - 垂柳遺跡（田舎館村）
- 岩手県
  - 反町遺跡（奥州市）
- 宮城県
  - 沼津遺跡（石巻市）
  - 山王囲遺跡（栗原市）
  - 青木畑遺跡（栗原市）
  - 里浜貝塚（東松島市）
- 秋田県
  - 地蔵田遺跡（秋田市）
  - 宇津ノ台遺跡（大仙市）
  - 志藤沢遺跡（男鹿市）
  - 館の上遺跡（三種町）
  - 横長根遺跡（男鹿市）
  - はりま館遺跡（小坂町）
- 山形県
  - 百刈田遺跡（南陽市）
  - 向河原遺跡（山形市）
- 福島県
  - 桜井遺跡（南相馬市）
  - 天神沢遺跡（南相馬市）

## 関東地方
- 茨城県
  - 西平遺跡
- 栃木県
  - 出流原遺跡
- 群馬県
  - 有馬条里遺跡
  - 日高遺跡
  - 水沼弥生時代住居跡
  - 中高瀬観音山遺跡(富岡市)
  - 黒川小塚遺跡(富岡市)
- 埼玉県
  - 円正寺遺跡（さいたま市）
  - 明花向遺跡（さいたま市）
  - 一ツ木遺跡（さいたま市）
  - 大和田本村遺跡（さいたま市）
  - 白幡中学校校庭内遺跡（さいたま市）
  - 井沼方遺跡（さいたま市）
  - 中里前原遺跡（さいたま市）
  - 本村遺跡（さいたま市）
  - 鍛冶谷・新田口遺跡（戸田市）
  - 霞ヶ関遺跡（川越市）
  - 鶴ヶ丘遺跡（川越市）
  - 牛王山遺跡（和光市）
  - 吉ヶ谷遺跡（東松山市）
  - 屋敷裏遺跡（羽生市）
  - 上敷免遺跡（深谷市）
  - 四十坂遺跡（深谷市）
  - 小敷田遺跡（行田市）
  - 池守・池上遺跡（行田市）
  - 神明ヶ谷戸遺跡（美里町）
- 千葉県
  - 鹿島前遺跡（我孫子市）
  - 須和田遺跡（市川市）
  - 宮ノ台遺跡（茂原市）
  - 飯郷作遺跡（佐倉市）
- 東京都
  - 弥生二丁目遺跡（文京区）
  - 道合遺跡（北区）
  - 土器塚遺跡（目黒区）
  - 宇津木向原遺跡（八王子市）
  - 中田遺跡（八王子市）
  - 久ヶ原遺跡（大田区）
  - 本町田遺跡（町田市） - 縄文から弥生時代の複合遺跡
- 神奈川県
  - 大塚・歳勝土遺跡（横浜市）
  - 三殿台遺跡（横浜市）
  - 伊屋之免遺跡（川崎市）
  - 緑ヶ丘霊園内遺跡（川崎市）
  - 東高根遺跡（川崎市）
  - 神崎遺跡（綾瀬市）
  - 中里遺跡（小田原市）
  - 矢ノ津坂遺跡（横須賀市）

## 中部地方
- 新潟県
  - 下谷地遺跡（柏崎市）
  - 松影A遺跡（新潟市）
  - 古津八幡遺跡（新潟市）
  - 斐太遺跡（妙高市）
- 富山県
  - 王塚・千坊山遺跡群
- 石川県
  - 吉崎・次場遺跡
- 福井県
  - 糞置遺跡
- 山梨県
  - 身洗沢遺跡（笛吹市）
  - 油田遺跡（南アルプス市）
  - 大師東丹保遺跡（南アルプス市大師）
  - 二本柳遺跡（南アルプス市十日市場）
  - 長田口遺跡（南アルプス市）
  - 金の尾遺跡（甲斐市大下条）
  - 宮ノ前遺跡（韮崎市）
- 長野県
  - 周防畑B遺跡（佐久市）
  - 後沢遺跡（佐久市）
  - 箱清水遺跡（長野市）
  - 西近津遺跡群（佐久市）
- 岐阜県
  - 荒尾南遺跡
- 静岡県
  - 登呂遺跡（静岡市）
- 愛知県
  - 西上免遺跡（一宮市、それほど大規模な拠点集落ではない。前方後方形墳丘墓、墳丘長約40メートル）
  - 朝日遺跡
  - 貝殻山貝塚

## 近畿地方
- 三重県
  - 隠岡遺跡（伊勢市）
- 滋賀県
  - 服部遺跡（守山市）
  - 下之郷遺跡（守山市）
  - 伊勢遺跡（守山市）
  - 大岩山古墳群（野洲市）
  - 十里遺跡（栗東市）
  - 大中の湖南遺跡（近江八幡市）
  - 稲部遺跡（彦根市）
- 京都府
  - 扇谷遺跡（京丹後市）
  - 函石浜遺跡（京丹後市）
  - 奈具岡遺跡（京丹後市）
- 大阪府
  - 池上・曽根遺跡（和泉市・泉大津市）
  - 東奈良遺跡（茨木市）
  - 安満遺跡（高槻市）
  - 池島・福万寺遺跡（東大阪市・八尾市）
- 兵庫県
  - 大中遺跡（播磨町）
  - 沖田遺跡（赤穂市）
  - 五斗長垣内遺跡（淡路市）
  - 田能遺跡（尼崎市、伊丹市）
  - 袴狭遺跡（豊岡市） - 弥生から平安時代の複合遺跡
- 奈良県
  - 唐古・鍵遺跡（田原本町）
  - 纏向遺跡（桜井市）
  - 坪井・大福遺跡（橿原市・桜井市）
  - 大福遺跡（桜井市）
  - 池田遺跡（大和高田市）
  - 秋津遺跡（御所市）
- 和歌山県
  - 黒田・太田遺跡（和歌山市）

## 中国・四国地方
- 鳥取県
  - 青谷上寺地遺跡（鳥取市）
  - 常松菅田遺跡（鳥取市） - 縄文から弥生、古墳時代の複合遺跡
  - 智頭枕田遺跡（智頭町） - 縄文から奈良、平安時代の複合遺跡
  - 妻木晩田遺跡（大山町・米子市）
  - 福市遺跡（米子市）
  - 青木遺跡（米子市）
- 島根県
  - 古浦砂丘遺跡（松江市）
  - 荒神谷遺跡（出雲市）
  - 加茂岩倉遺跡（雲南市）
  - 西谷墳墓群（出雲市）
- 岡山県
  - 津島遺跡（岡山市）
  - 百間川遺跡（岡山市）
  - 楯築遺跡（倉敷市）
  - 上東遺跡（倉敷市）
  - 門田貝塚（瀬戸内市）
- 広島県
  - 小丸遺跡（三原市）
  - 松ヶ迫矢谷遺跡（三次市）
- 山口県
  - 土井ヶ浜遺跡（下関市）
- 徳島県
  - 矢野遺跡
- 香川県
  - 紫雲出山遺跡（しうでやま、三豊市）

## 九州地方
- 福岡県
  - 立岩遺跡（飯塚市）
  - 平原遺跡（糸島市）
  - 三雲南小路遺跡（糸島市）
  - 板付遺跡（福岡市）
  - 野方遺跡（福岡市）
  - 須玖岡本遺跡（春日市）
  - 今宿五郎江・大塚遺跡（福岡市）
- 佐賀県
  - 吉野ヶ里遺跡（吉野ヶ里町）
  - 千塔山遺跡（基山町）
  - 七ヶ瀬遺跡（佐賀市）
- 長崎県
  - 原の辻遺跡（壱岐市）
  - 里田原遺跡（平戸市）
  - 富の原遺跡（大村市）
  - 寄神貝塚
  - カラカミ遺跡（壱岐市）
  - 車出遺跡（壱岐市）
- 熊本県
  - 斉藤山遺跡(玉名市)
  - 方保田東原遺跡（山鹿市）
  - 小野崎遺跡（菊池市）
  - うてな遺跡（菊池市）
  - 西弥護免遺跡 (大津町)
  - 狩尾遺跡群 (阿蘇市)
  - 黒髪町遺跡(熊本市)
  - 荒毛遺跡 (人吉市)
- 大分県
  - 安国寺集落遺跡（国東市）
- 宮崎県
  - 檍遺跡
  - 坂元遺跡
- 鹿児島県
  - 広田遺跡（南種子町）
- 沖縄県
  - 仲原遺跡（うるま市）
  - 仲泊遺跡（恩納村）
  - 木綿原遺跡（読谷村）